# Andrew J. Tolley
Andrew J. Tolley ist ein theoretischer Physiker und Professor am Imperial College London.

## Akademische Positionen
Tolley erwarb 1999 einen Master in Physik an der University of Oxford. Den Doktorgrad eines Ph.D. bekam er 2003 an der University of Cambridge. Als wissenschaftlicher Mitarbeiter war er von 2003 bis 2006 in den USA an der Princeton University tätig. Danach verbrachte er die Zeit von 2006 bis 2010 als Forschungsstipendiat an dem Perimeter Institute for Theoretical Physics in Kanada. Es folgte von 2010 bis 2015 eine Zeit als Assistenzprofessor an der Case Western Reserve University in den USA; hier arbeitete er zusammen mit Claudia de Rham an den Themen der schwarzen Löcher, der dunklen Energie und der entscheidenden Ereignisse in der Entwicklung des Universums. Eine Tenure-Track bekam er hier von 2016 bis 2018. Zugleich hatte er von 2016 bis 2019 eine Position als Reader am Imperial College in London inne. 2019 wurde er am Imperial College in London zum Professor ernannt. Zugleich ist er seit 2017 außerordentlicher Professor (Adjunct Professor) an der Case Western Reserve University und seit 2018 Gastwissenschaftler (Visiting Fellow) am Perimeter Institute for Theoretical Physics.

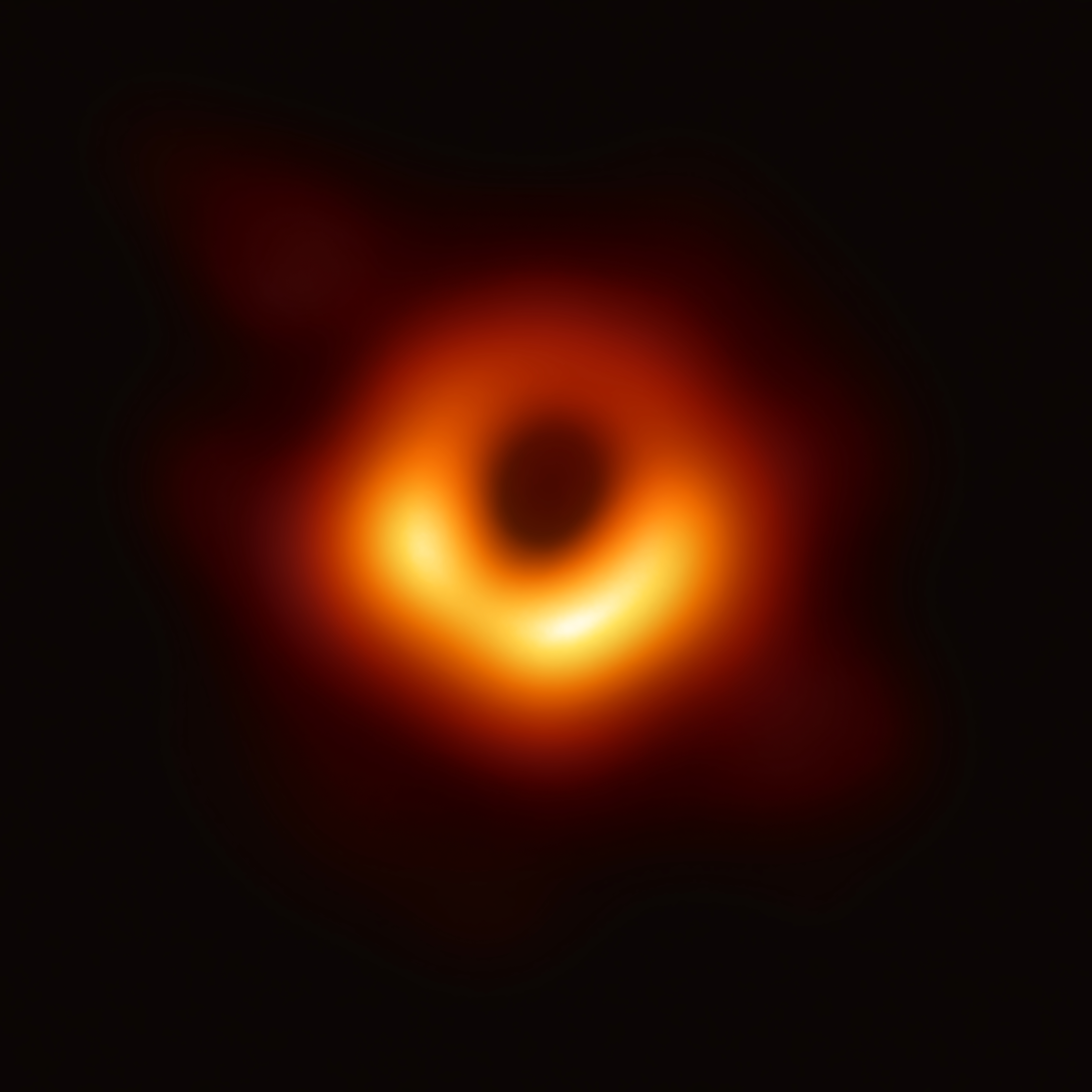
Aufnahme eines Schwarzen Lochs im Zentrum der Galaxie M87

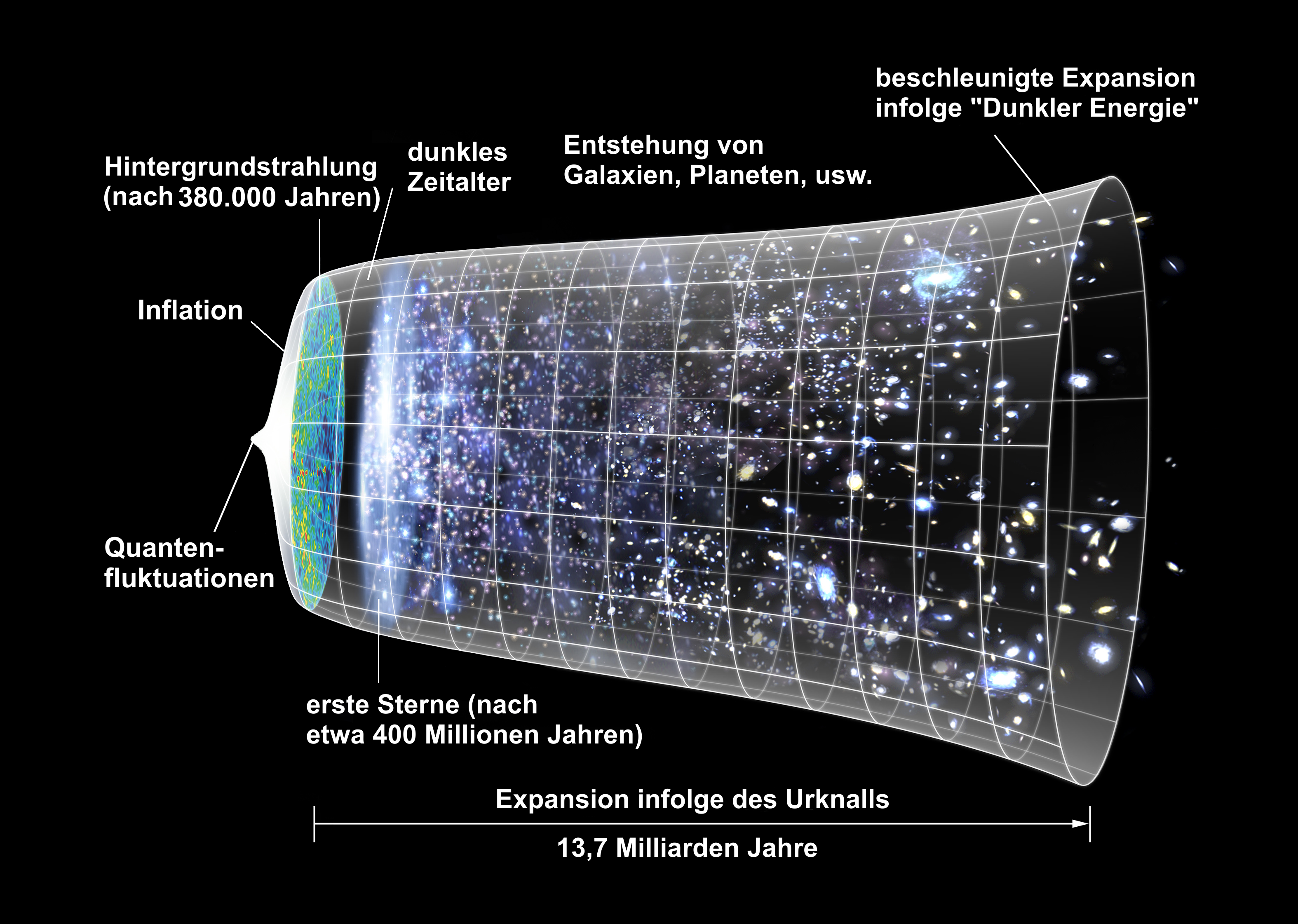
Expansion des Universums in Folge des Urknalls

## Werk
Seine Forschungsgebiete beziehen sich auf die Gravitationsphysik, die theoretische Kosmologie und auf die Quantenfeldtheorie. Speziell arbeitet er an Erklärungen für die späte Beschleunigung des Universums mittels der Entwicklung von Modellen der Dunklen Energie und der massiven Gravitation sowie über Probleme im Zusammenhang mit der kosmologischen Konstante und der Stringtheorie.
2010 entwickelte er zusammen mit de Rham und Gregory Gabadadze eine nichtlineare Theorie des massiven Gravitons, die als „de Rham-Gabadadze-Tolley (dRGT) Theorie“ bekannt ist. Diese Theorie, die theoretisch konsistent und „geisterfrei“ ist, wird als bedeutender Beitrag auf dem Gebiet der massiven Gravitation angesehen.

## Ehrungen
- Royal Society Wolfson Research Merit Award (2016–2021)
- Visiting Fellow, Perimeter Institute for Theoretical Physics (2018–2023)
- Nominee for Imperial Student Academic Choice Awards for Best Teaching for Undergraduates (2019)
- Nominee for Imperial Student Academic Choice Awards for Best Tutoring (2017)
- Department of Energy, Early Career Award (2013–2018)
- 2nd Prize in Gravity Research Foundation essay competition (2013)
- Distinguished Research Fellow, Perimeter Institute for Theoretical Physics (2007)

## Publikationen (Auswahl)
Herausgeberwerke
- gem. m. Giovanni G. Fazio Andrew J. Tolley, W. Stecker, Floyd, Zoltan Haiman: The Encyclopedia of Cosmology Set 2: Frontiers in Cosmology (1–3) (World Scientific Series in Astrophysics, Band 0). World Scientific Publishing, Singapur 2023, ISBN 978-981-12-8969-9.

Zeitschriftenartikel
- gem. m. The LISA Cosmology Working Group: Cosmology with the Laser Interferometer Space Antenna. In:  Living reviews in relativity, 2023, Bd. 26, Nr. 1, S. 1–254. doi:10.1007/s41114-023-00045-2.
- gem, m. Calvin Y.-R. Chen, Claudia de Rham und Aoibheann Margalit: A cautionary case of casual causality. In:  Journal of High Energy Physics , 2022, Nr. 3, S. 1–40 doi:10.1007/JHEP03(2022)025.
- gem. m. Lasma Alberte, Claudia de Rham, Arshia Momeni und Justinas Rumbutis: Positivity constraints on interacting spin-2 fields. In: Journal of high energy physics, 2020, Nr. 3, S. 1–44 doi:10.1007/JHEP03(2020)097.
- gem. m. Claudia de Rham, Scott Melville und Shuang-Yong Zhou: UV complete me: positivity bounds for particles with spin. In: Journal of high energy physics, 2018, Nr. 3, S. 1–58 doi:10.1007/JHEP03(2018)011.
- gem. m. Claudia de Rham und Shuang-Yong Zhou: The Λ2 limit of massive gravity. In: Journal of High Energy Physics, 2016, Nr. 4, S. 1–35 doi:10.1007/JHEP04(2016)188.

## Privates
Er ist mit der Physikerin Claudia de Rham verheiratet und ist Vater von drei Töchtern.